# БГ - Невероятни разкази за един съвременен българин
„BG – Невероятни разкази за един съвременен българин“ е български 2-сериен телевизионен игрален филм (драма, комедия) от 1996 година, по сценарий и режисура на Георги Дюлгеров и Светослав Овчаров. Оператор е Стефан Христов. Музиката във филма е композирана от Божидар Петков. Художник е Боряна Семерджиева.
Работното заглавие на филма е „До Алеко и назад“.

## Серии
- 1. серия – 61 минути
- 2. серия – 58 минути[1].

## Актьорски състав
| Роля                          | Изпълнител          |
| ----------------------------- | ------------------- |
| бай Ганьо                     | Александър Дойнов   |
| уредничката                   | Меглена Караламбова |
| младата уредничка             | Маргита Гошева      |
| бай Ганьо при Иречек          | Валери Йорданов     |
| бай Ганьо при Иречек          | Георги Георгиев     |
| екскурзоводка / келнерка      | Диана Любенова      |
| Флейтистка / келнерка         | Елена Атанасова     |
| женичка на бай Ганьо, циганка | Люба Стоилова       |
| Малинов, Иречек               | Мариан Бачев        |
| българин във влака / циганин  | Руслан Мъйнов       |
| пианист / гримьор             | Симеон Тачев        |
| разказвач                     | Богдан Глишев       |